# Didierea
Didierea is een geslacht van succulenten uit de familie Didiereaceae. Het geslacht bestaat uit twee soorten: Didierea madagascariensis en Didierea trollii. Beide soorten zijn endemisch in Madagaskar.
De soorten staan in appendix II van CITES, wat betekent dat exemplaren alleen mogen worden uitgevoerd uit Madagaskar als daar een speciale CITES-vergunning voor is verleend.
In Nederland beheert de Botanische Tuin Kerkrade namens de Stichting Nationale Plantencollectie de collectie Didierea.

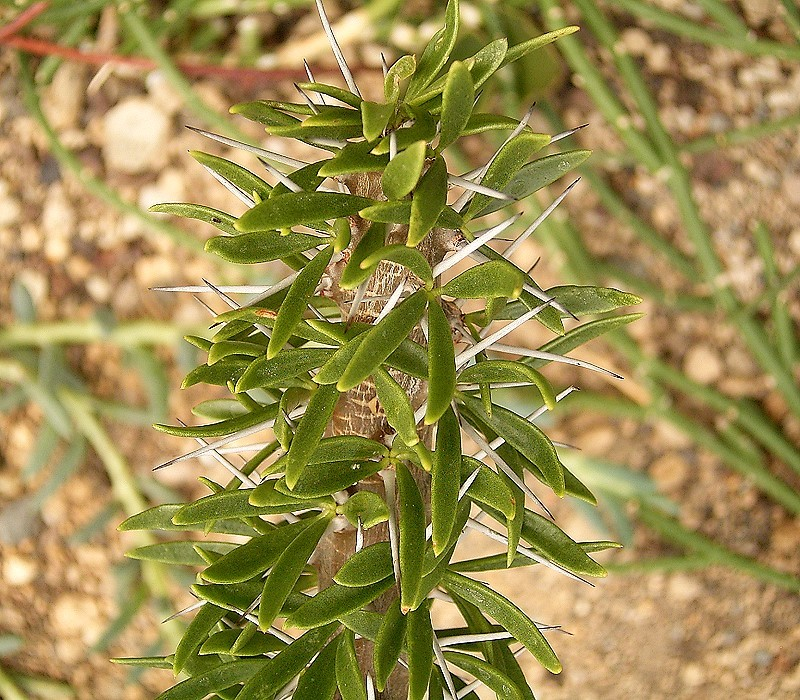
Didierea trollii